# Alberto Martín-Artajo Álvarez
Alberto Martín-Artajo Álvarez (Madrid, 2 de outubro de 1905 — Madrid, 31 de agosto de 1979) foi um advogado e político espanhol.
Foi Ministro dos Negócios Estrangeiros de Franco no período de 1945 a 1957.
Martín Artajo foi também director do jornal El Debate.
Sepultado no Cemitério de San Justo.[carece de fontes?]